# Фердо Ковачевич

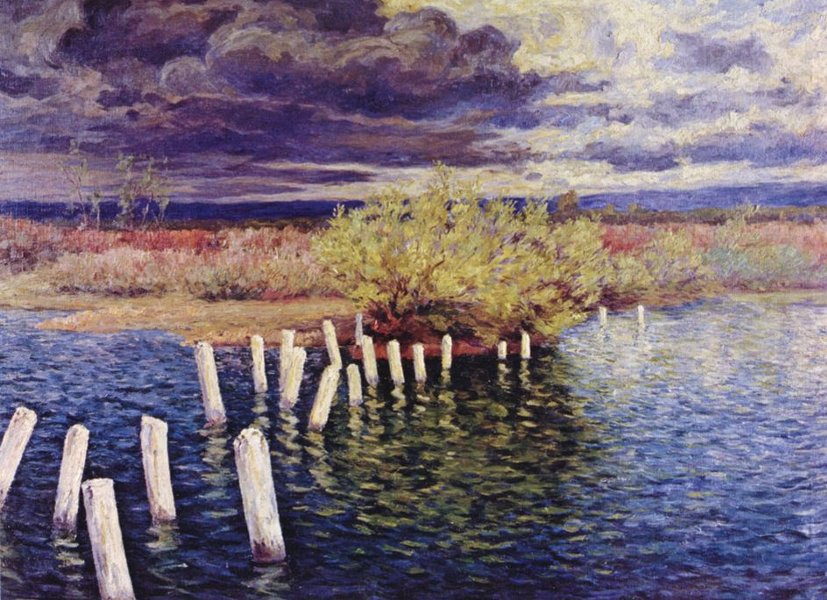
Пейзаж, автор Фердо Ковачевич

Фердо Ковачевич (хорв. Ferdo Kovačević; 8 квітня 1870, Загреб, Австро-Угорщина — 1 вересня 1927, Загреб, Королівство Сербів, Хорватів і Словенців) — хорватський художник, педагог, професор.

## Біографія
Син винахідника, піонера хорватської телеграфії Фердинанда Ковачевича.
Народився в 1870 році у Загребі. У 1888 році закінчив місцеву ремісничу школу. Отримавши ґрант, навчався в художньо-ремісничому училищі у Відні (до 1893 року). Стажувався в Італії. З 1902 року працював учителем малювання у лісотехнічний академії Загреба, з 1905 року — в Школі ремесел (звання професора отримав в 1909 році), з 1917 року — професор Загребської Академії красних мистецтв, де викладав геометрію і перспективу (з 1908 року), декоративний живопис (з 1913 року). У 1925—1926 навчальному році був проректором даного навчального закладу.
З 1906 року — член-кореспондент Академії красних мистецтв у Загребі, з 1919 року — академік.
Співзасновник Товариства хорватських художників. Брав участь у мистецьких виставках у Загребі в 1894 і 1898 роках, неодноразово його твори демонструвалися в хорватському салоні, в Парижі, Празі, Белграді, Софії та інших містах.

## Творчість
Пейзажист. Тонкий лірик і майстер меланхолійного пейзажу. У ранньому періоді творчості перебував під впливом символізму, часто на своїх картинах зображував ліси і кладовища. Пізніше захопився імпресіонізмом. Брав участь в оформленні Національної та університетської бібліотеки в Загребі.

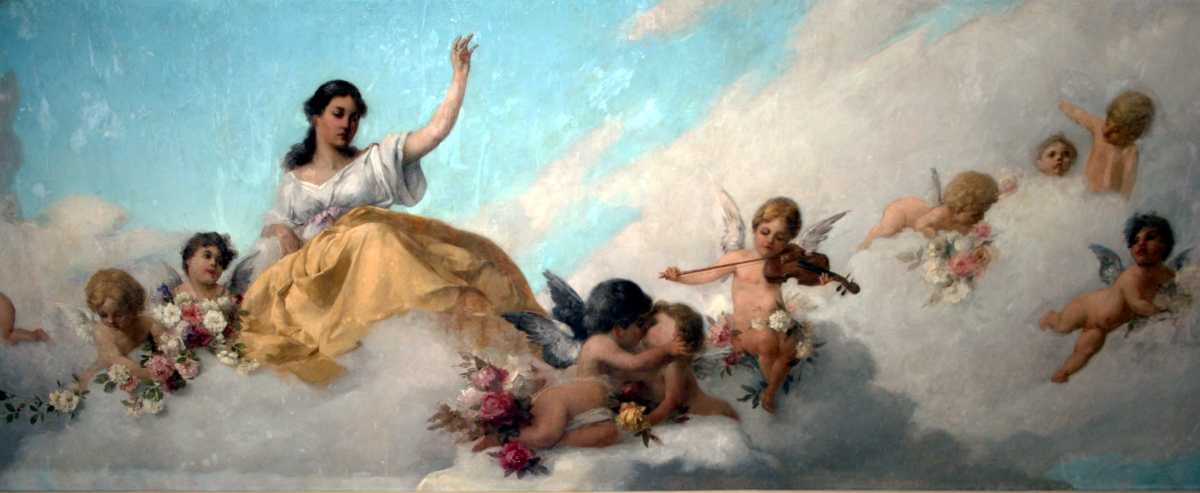
Алегорія